# 食事

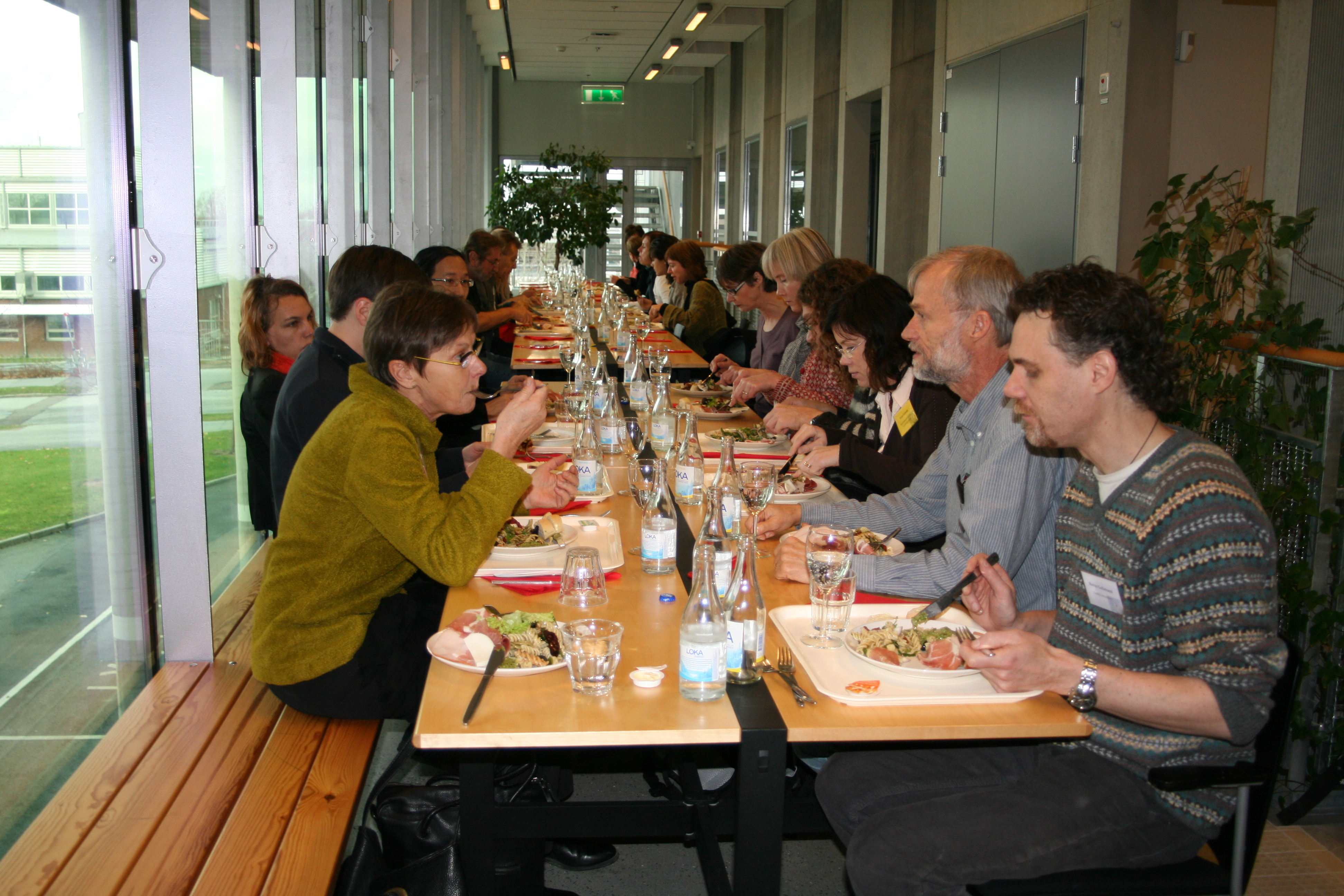
Wikipedia Academyでの食事風景（スウェーデン、2008年）

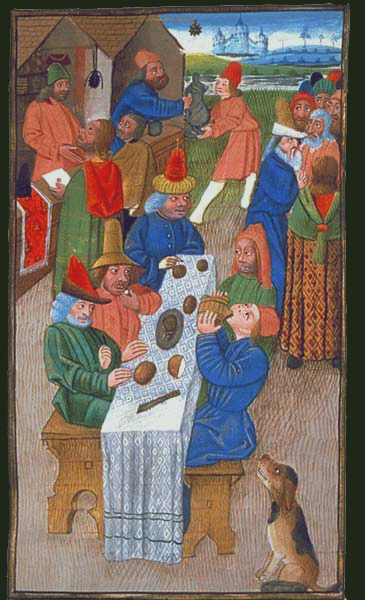
フランス中世の農夫の食事風景（15世紀）

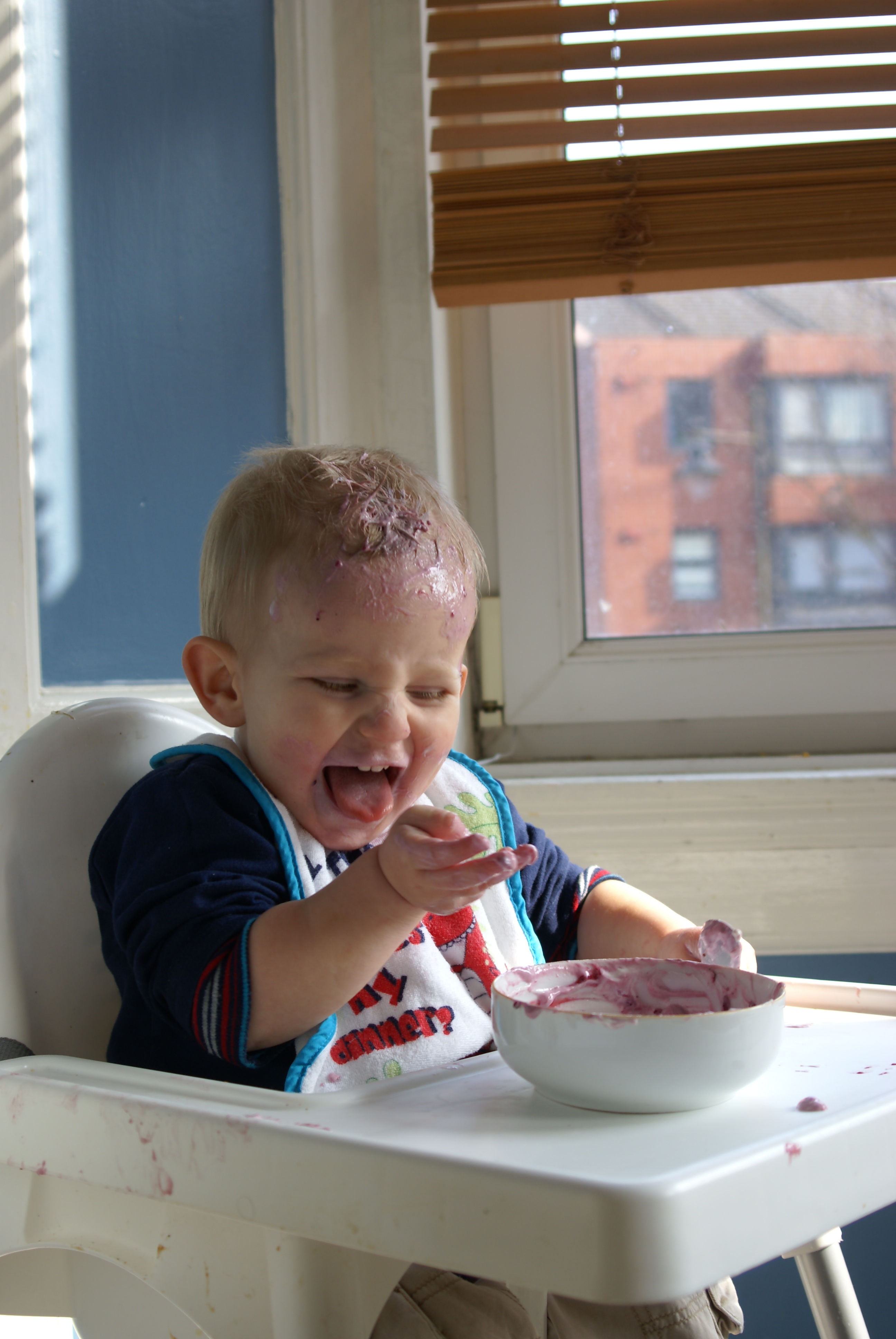
幼児の食事風景

食事（）とは、基本的には生命維持に必要な栄養素を摂取するために、日々習慣的に何かを食べること、そこから転じて、その時食べるものを指すこともある。「衣食住」の「食」にあたる。口語では「御飯（）」と呼ばれる。

## 概説
生命維持に欠かせない必須の栄養素を摂取するために食べ物を食べる行為を指すが、そのためだけではなく、「自身の家族や仲間と一緒の時間を和やかにすごすため」「『分かち合い』を実感・共有するため」「料理を作ってくれた人の愛を実感するため」「味を楽しむため」など様々な目的や意味を込めつつ、人は食事をする。洋の東西を問わず、食事の席に誰かを招待するのは、「歓迎」の意味がある。自ら調理した料理（手料理）を食べてもらうということは、親しい関係につながる。
鬱病の専門医、井出雅弘は自著で次のように解説している。
楽しみながら、ゆっくりと食事を味わえば、食べ物をよくかむことにもなります。よくかむと、唾液が多量に分泌されて味覚が敏感になり、消化活動を促します。また、唾液と食べ物が混ざることで食べ物の刺激が緩和され、胃壁が守られます。さらに、口の中にはさまざまな細菌がいますが、唾液には殺菌作用もあります。
    かむという運動は、脳の満腹中枢を刺激しますから、たくさん食べなくても満足感が得られ、肥満予防にも役立ちます。かむ回数は、食べ物の大きさや硬さにもよりますが、ひと口20～30回くらいがよいといわれています。

食事の時刻、回数、食事の種類、調理法、食べ方には、文化、宗教、個人的な好みや栄養学に基づく知識も反映される。日々の暮らしの中でも、食事に関する事柄全般を指して「食生活」と呼ばれる。
さまざまな食文化において、食事に対するマナーとしてテーブルマナーがあり、手づかみで食べる手食文化にも右手しか使わないなどがあり、手づかみしない文化では食器として箸やスプーン、フォークなどのカトラリーを使用する際のマナーがある。

## 行事食
季節や何かの祝日に食される食事を行事食という。

## 宗教と食事

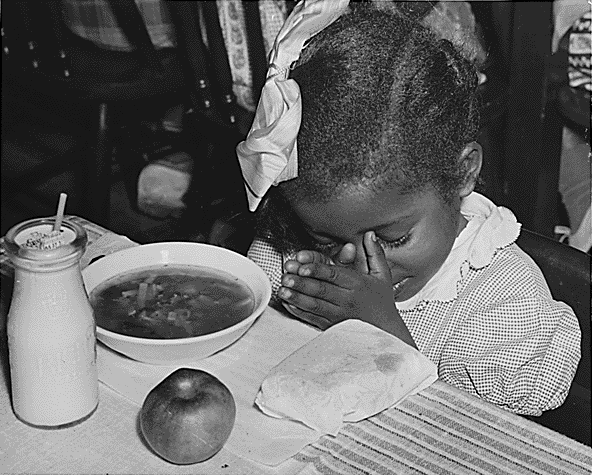
食事をとる前に祈る少女（1936年）

宗教と食事・食生活には大きなかかわりがある。だがひとつひとつの宗教ごとに、宗教と食事の関係は異なる。

### ユダヤ教

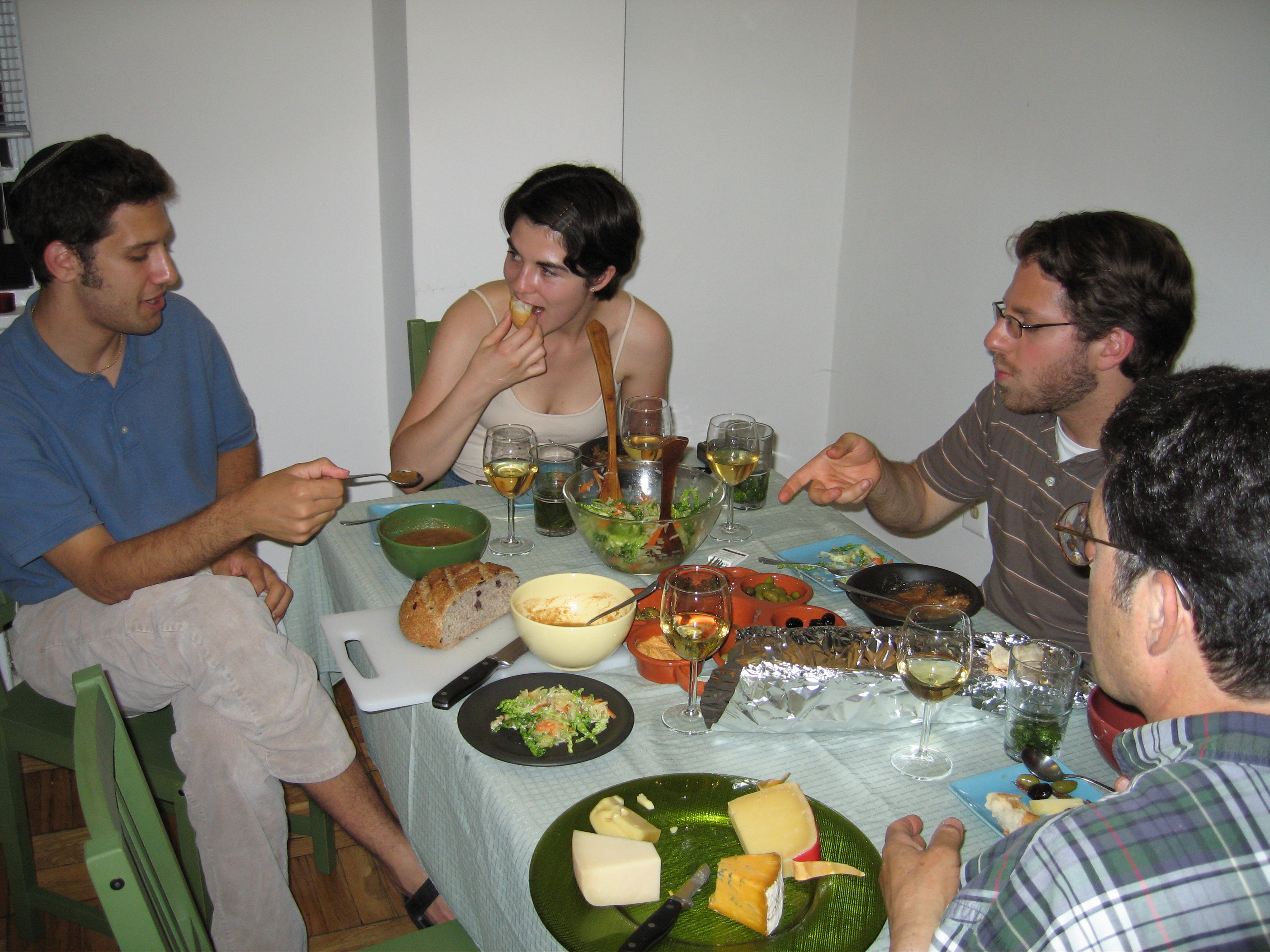
ユダヤ人青年らの安息日における食事の一風景

ユダヤ教では、旧約聖書に食べてよいもの、食べていけないもの、一緒に食べてはいけないものの組み合わせ、動物の屠り方、調理法に関する規定が細かく記述されており、ユダヤ教のこの食物規定を「カシュルート」や「コーシェル」と呼ぶ（とはいえ、ユダヤ教もいくつもの教派に分かれていて、厳格な教派ではそれを厳格に守る一方、緩やかな教派ではあまり守られてはいない）。"カシュルートを守っているユダヤ教徒の場合は"　の話だが、現在でもさまざまな食べ物を食べられない。たとえばヘブライ語聖書に「子ヤギの肉を、その母の乳で煮てはならない」という規定がある（出エジプト記23:18，19）ので（また、その規定の意図は「ある動物種の親と子を同時に食べてはいけない」という意味なのだと、ユダヤ教の指導者やトーラー学者などによって解釈（法解釈）されているので、結果として）チーズバーガーや親子丼も食べられない。海老や蟹のような甲殻類、貝類・タコ・イカも一切食べてはいけない、と教えている。レビ記第11章10節に『海でも川でも、水に群生するものすべて、また水の中にいる生き物のうち鰭（ひれ）や鱗のないものはすべて、あなた方にとっては忌むべきものである』と書かれているからである。

### キリスト教

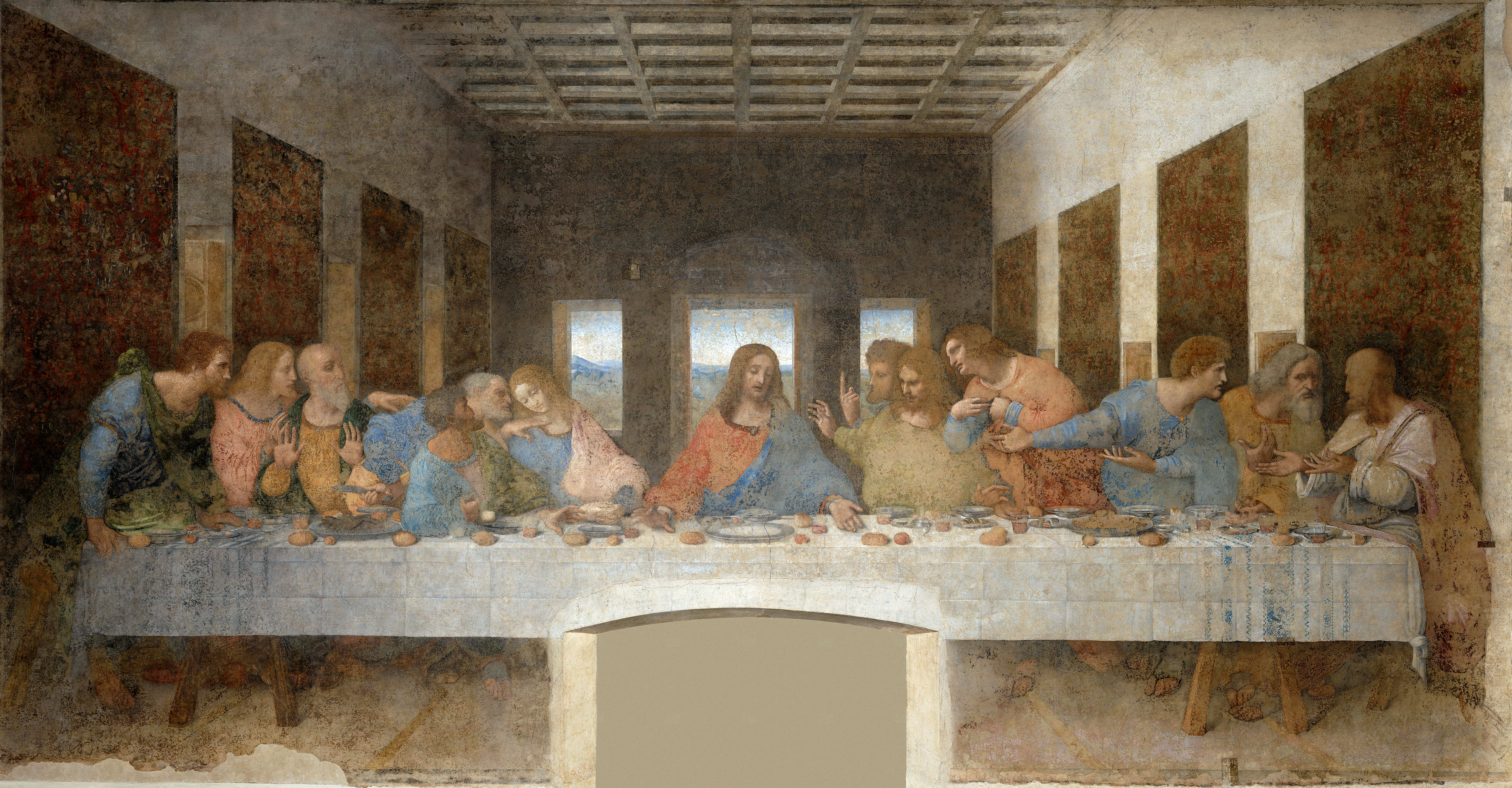
レオナルド・ダ・ヴィンチによる『最後の晩餐』。イエスが弟子たちとともに食事をとる様子を描いた

新約聖書にはイエスと弟子たちが食事をする場面がある。キリスト教における聖餐は新約聖書に「イエスが十字架に架けられる前に、弟子たちと食事し、自分の記念としてこの食事を行うよう命じた」と書かれていることにもとづいて行われている。キリスト教徒は聖餐を行うことで「そこにキリストが確かに現存している」という信仰を保持している。
イエス・キリストは、当時のユダヤ教のファリサイ派（律法学者）の者たちがこまごまとしたルールばかりを持ちだして、人生のさまざまな分野のさまざまなことをこまごまと禁止ばかりして、人々を苦しめてばかりいることを目にし、「口に入るものは人を汚すことはない。その逆で、口から出るもの（＝人が言う言葉）が人を汚すのである」（『マタイによる福音書』15:11）と述べて、ユダヤ教の食物規定全体を真っ向から否定し、ファリサイ派や律法学者たちの、物質的な面ばかり重視する姿勢や、心や言葉のほうをないがしろにする姿勢、その宗教者としてのありかたを根本から批判した。キリスト教徒の多くはイエスの言葉にしたがうようになり、トーラー（モーセ五書）に書かれた食物規定は全て無効となった、と見なすようになった。キリスト教はその初期段階において、ユダヤ教における厳格な食事規定を大幅に緩めた（使徒行伝第10章）。これはユダヤ教のこまごました規定になじめない人々に歓迎され、地中海世界でキリスト教が広まる遠因にもなった。キリスト教はユダヤ教とは異なり、「（キリスト教徒として）食べてはいけない食材」は無く、牛肉・豚肉・鶏肉、魚介類、いずれも全て食べることが可能であり、飲酒も許可されている。

### イスラーム
イスラームには、ハラールがあり、食べて良いもの/いけないもの　や、調理に関する細かい規則が定められている。豚は不浄とされ、食べるのは禁じられている。
ラマダーンの月には、（日が昇ってから沈むまでの間は）水や食べ物をいっさい口にしない。そうすることで、「貧しくて食べるものが無く苦労している人々の状況を体感し、そういった人々の気持ち、つらさを皆で意識的に共有する」のを目的としている。また、ラマダーンの期間には、恵まれない人々への寄付も行われる。日没後には、家族・親族が大勢集まり、にぎやかに、楽しく、一緒に食事をする。ムスリムにとってラマダーンは「食べられることの大きな喜び」や「家族・親族やコミュニティとの一体感」を共有する時期でもある。また、ラマダーンは全世界にいるムスリムたちが同時に行うものであり、（国境を越えて）全世界のイスラームとの連帯感を共有する期間でもある。
ヒンドゥー教
ヒンドゥー教では、牛を神聖なもの（大切なもの）として、食べるのを禁じている。

### 仏教
釈迦自身は肉食を禁止したことは一度も無い。原始仏教においては、「動物が殺されるところを見ていない」「自分に供するために動物を殺した、とは聞いていない」「自分に供するために動物を殺した、とは知らない」、これらを満たしていれば、それが動物の肉であっても食べてよい、ということであった（→「三種の浄肉」）。だが、釈迦の死後からおよそ500年経過してから生じた大乗仏教においては、「肉食は厳禁」となった。
日本においては、かつて仏教に熱心だった天武天皇が肉食を禁ずる勅令（675年に公布された「天武の勅令」）を出したことで、日本人は長きにわたりほとんどの動物性食品を公には食べられなくなった。
ただし修行の一環である「托鉢」（「たくはつ」、修行の一環として行う物乞い）においては、他人が取っていた食事で余ったものを物乞いし、頂いたものを食べる。あくまで余りものを食べるのであり、それが肉であったとしても問題にはならない。他人に物乞いする以上、好き嫌いを示してはならない、という教えである。相手から施されたものは、肉であれ、魚であれ、選り好みをせずに食べるのが原則であり、鉢に入れたものを日々の糧とし、僧侶による肉食は禁止されてはいなかった。
日本の仏教（の僧侶）においては、早朝の乞食行を経て午前中のみ食事し、午後には固形物を一切食べない。

## 回数
西洋では、1800年ごろまで1日2食であったという。
食事の回数自体には固執せず、「空腹を感じたら食べる」ようにする場合もある。
日本
20世紀前半、国立栄養研究所での実験と、栄養学に基づく研究から、「1日3食」が推奨された。それまでは「1日2食」であり、それぞれ「朝餉」と「夕餉」と呼んだ。
フランシスコ・ザビエルが1549年頃に書いた報告書には「日本人は1日に食事を3回する」とある。戦国期当時、戦場では1日3食であった。30日間までは、食料は自己負担だが、30日を過ぎて長期戦となると、軍＝大名からの支給制へと移り、1日の消費量は、1人につき6合分（約900グラム）支給されていた。一回の食事につき、米2合分（約300グラム）ということになる（米だけで1日の摂取エネルギーが3204kcalにもなり、塩も支給されていた）。夜戦の際には増配された。
江戸時代に庶民が1日3食を取るようになったのは元禄年間（17世紀末）からとされる。牢中の囚人に対する食事の回数は身分によって違い、江戸市中小伝馬町牢屋敷では、庶民は朝夕の2回に対し、武士は朝昼夕の3回で、罪人であっても地位によって待遇に差があった。17世紀の日本において1日3食が広まった理由として、「照明が明るくなった町の商舗経営の長時間化が刺激になった」とも考えられており、身分・職種（力士）によっては2食が残った。庶民3食化のきっかけについては、「明暦の大火（17世紀中頃）後の復旧工事に駆り出された職人に昼食を出したところ、広まった」ともいわれている。他にも1日3食を記録した例として、幕末の忍藩下級藩士が記した絵日記である『石城日記』があり、朝昼夕とその日に食した内容が細かく記述されている（日付によっては、3食とも茶漬けとある）。なお『石城日記』では昼食を「午飯」と記している。
農家においては農繁期になると、1日の食事が4 - 5回に増える（後述書 p.37.）。一例として、昭和期の埼玉県秩父地方では、朝飯前の「茶がし」、次いで「朝飯」、午前10時に「四つ飯」、「昼飯」、午後3時のお茶を「こじゅうはん」（オチャゾッペエ・ニハチとも）、「ようめし」、夜なべの後の「夜食」といった具合に、3食以上となっており、3度の食事は「ご飯、または、おまんま」と呼んで区別している（倉林正次 『11日本の民俗 埼玉』 第一法規 1972年 p.37.）。
現代では、朝食、昼食、夕食、計3回食事を摂る習慣が一般的となっている。昼間に活動し、夜間は眠るという通常の生活サイクルに合わせたものであるが、夜食を摂る場合や、朝食や昼食の間、昼食から夕食の間に間食を摂る場合もある。

## 食事内容と所得水準の関係
柴田明夫の説明によると、食事内容（食べる食品）は所得の増加によって、地域や民族を問わず、以下の四段階のパターンをたどるという。
第1段階
主食から、雑穀・イモ類が減り、米・小麦・トウモロコシの摂取量が増える
第2段階
主食が減り、肉、卵、魚、野菜といった副食が増える
第3段階
副食の中でも、動物性タンパク質の割合がさらに増加する。また、アルコールの摂取量も増える
第4段階
食事を簡単にすませようとし、レトルト食品や外食が増える。また、伝統的な食事を見直したり、高級化する動きも見られる
なお、この段階が進むにつれて、穀物の消費量が加速度的に増える。というのは、食肉の消費を増やすということは、その食肉の生産のために、家畜に食べさせるための飼料として穀物が消費されるからである。

## 食事を共にする人数
食事を共にする人数は、世帯構成により大きく左右されるが、外食に限って言えば、日本などを除く多数の国では1人を避け、複数人で食事を摂ることが一般的であった。アメリカ合衆国も、そうした傾向が強い傾向にあったが、ニューヨークなどでは2020年代に入ると一人暮らしをする人の割合が増え、飲食店で一人で食事をすることに対する忌避感も薄れ始めた。